# Allondrelle-la-Malmaison
Allondrelle-la-Malmaison ist eine französische Gemeinde mit 634 Einwohnern (Stand: 1. Januar 2022) im Département Meurthe-et-Moselle in der Region Grand Est (bis 2015 Lothringen). Sie gehört zum Arrondissement Val-de-Briey und ist Mitglied im Gemeindeverband Communauté de communes Terre Lorraine du Longuyonnais.

## Geografie
Allondrelle-la-Malmaison liegt etwa 80 Kilometer nordwestlich von Metz an der Grenze zu Belgien. Nachbargemeinden von Allondrelle-la-Malmaison sind Virton (Belgien) im Norden und Osten, Longuyon im Südosten und Süden sowie Charency-Vezin im Südwesten und Westen.

## Bevölkerungsentwicklung
| Jahr                       | 1962 | 1968 | 1975 | 1982 | 1990 | 1999 | 2006 | 2019 |
| Einwohner                  | 581  | 560  | 513  | 483  | 481  | 519  | 603  | 654  |
| Quellen: Cassini und INSEE |      |      |      |      |      |      |      |      |

## Sehenswürdigkeiten
- Merowingernekropole
- Kirche Saint-Pierre in Allondrelle
- Kirche Saint-Nicolas in La Malmaison, 1867 erbaut
- Kapellen Sainte-Reigne und von L’Ange-Gardien

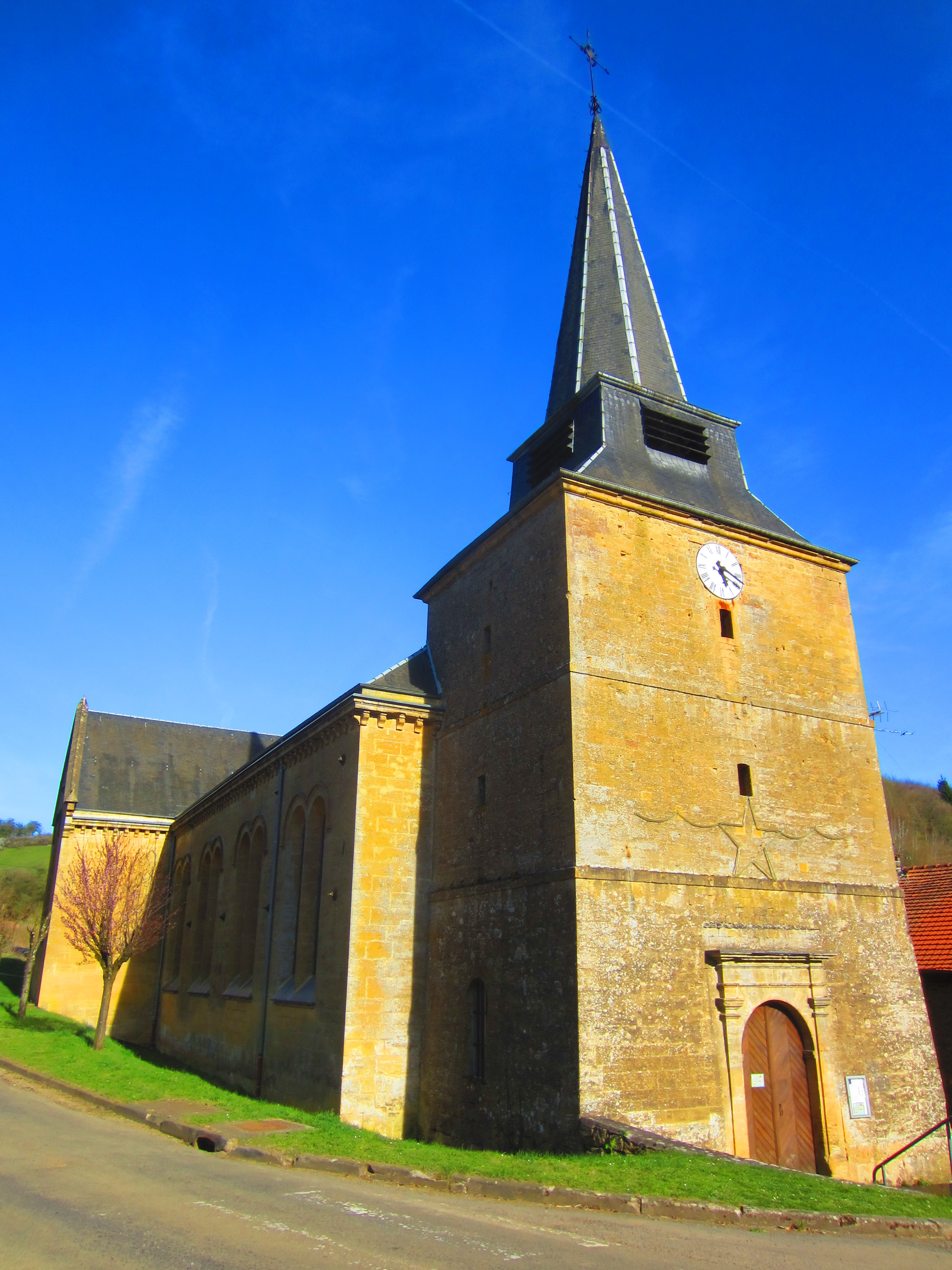
Kirche Saint-Pierre
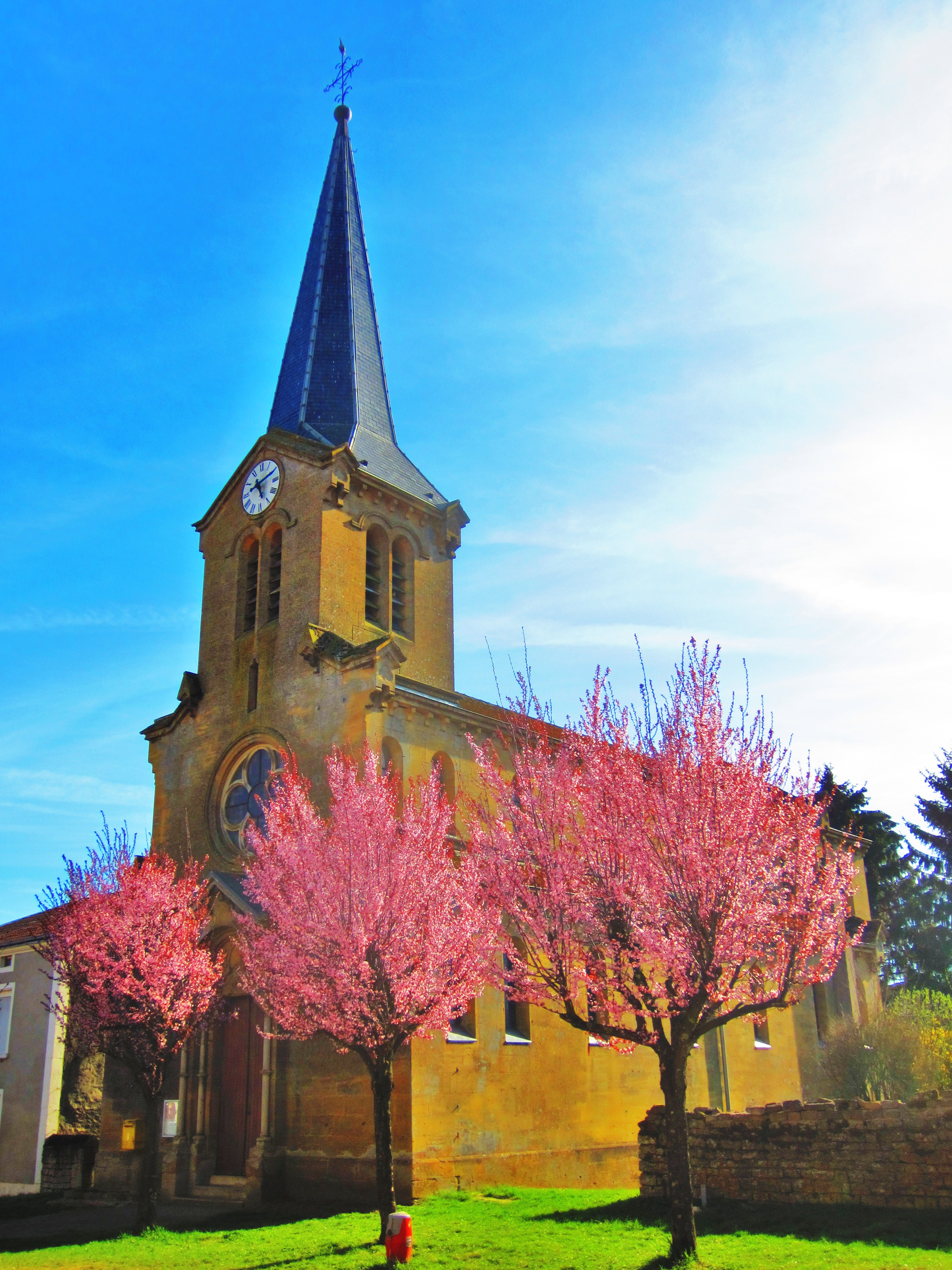
Kirche Saint-Nicolas
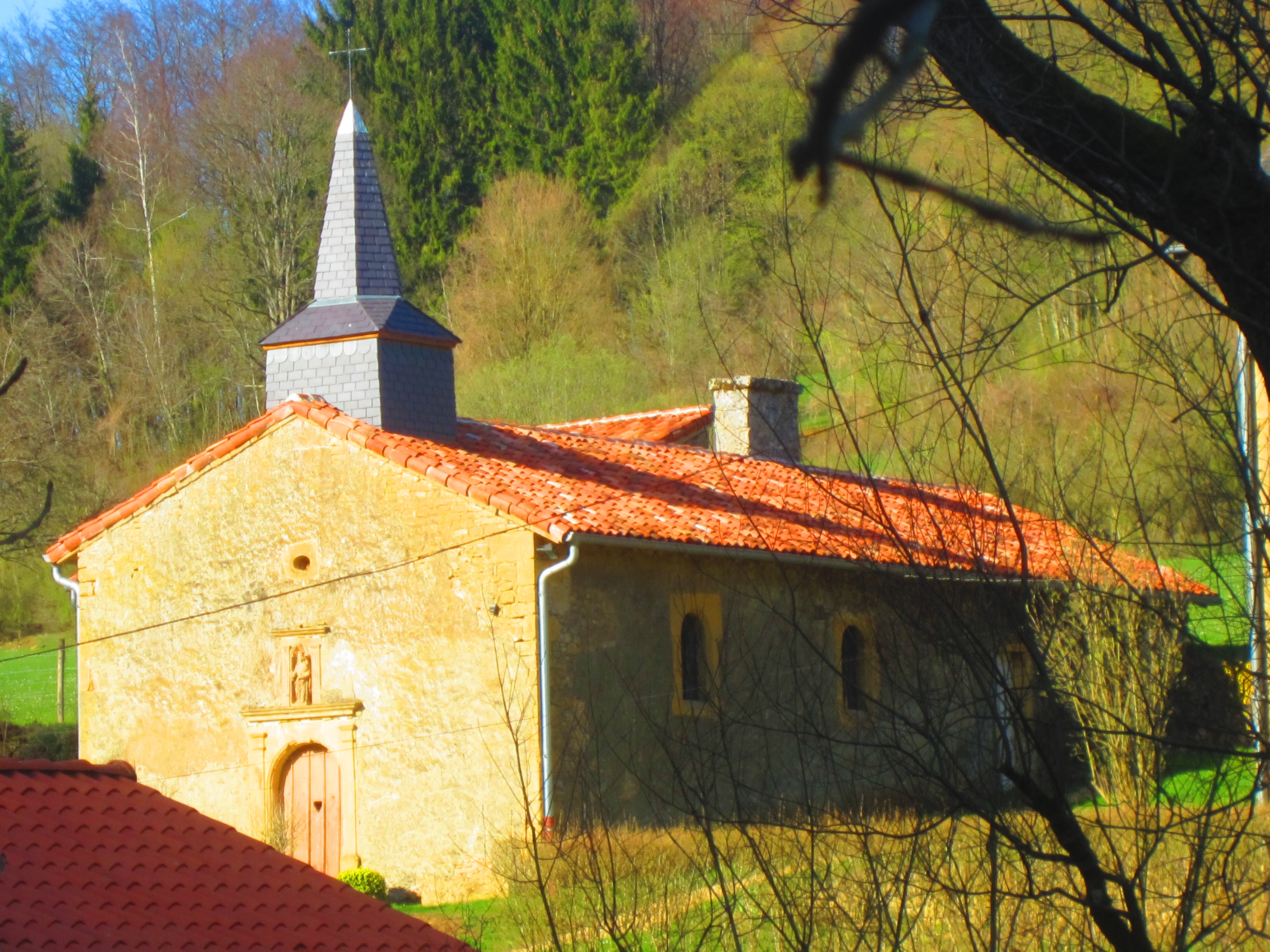
Kapelle Sainte-Reine
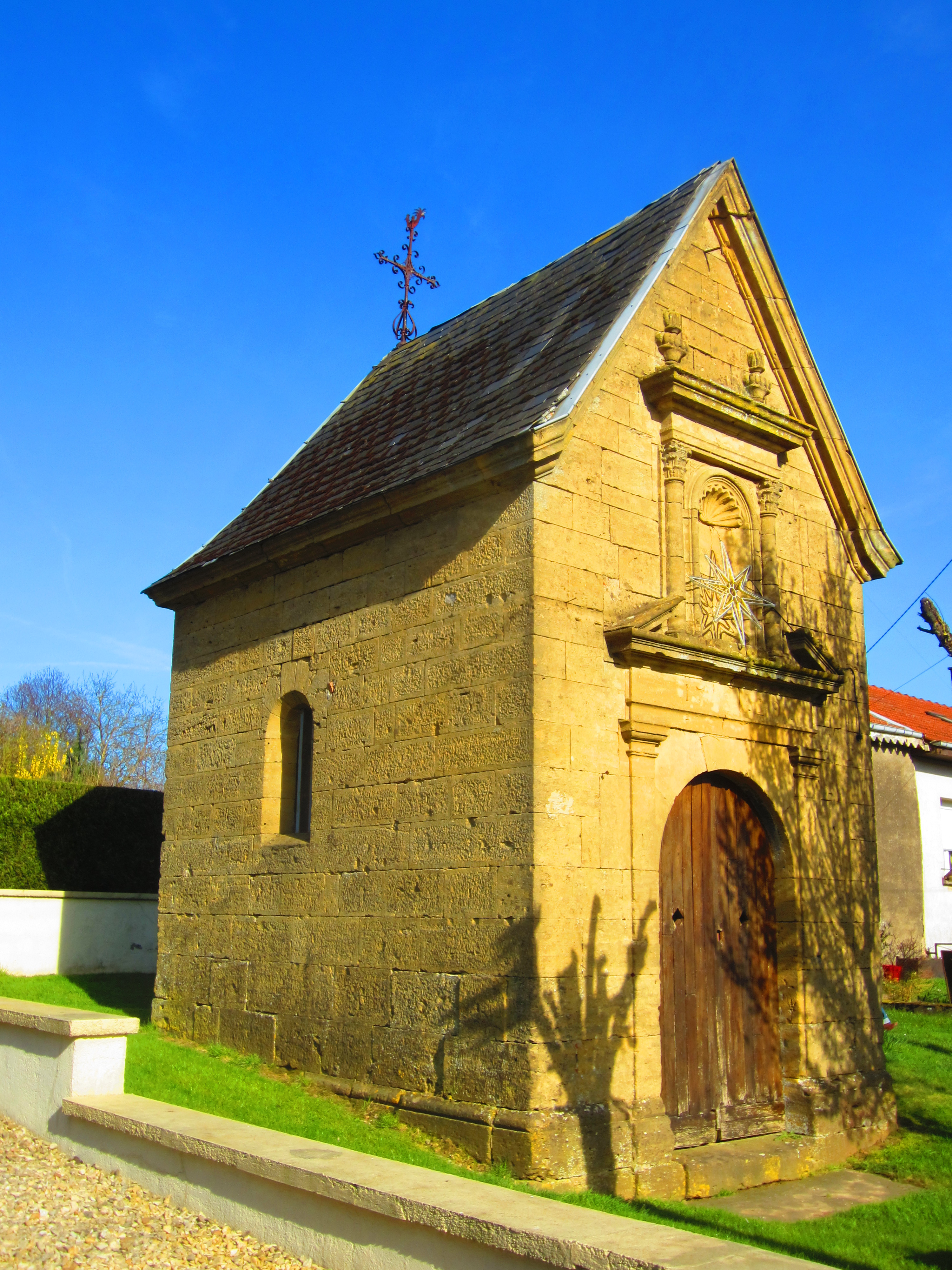
Kapelle L’Ange-Gardien